# 土屋博映
土屋 博映（つちや ひろえい、1949年3月3日 - ）は、日本の国文学者。元跡見学園女子大学短期大学部言語文化科日本語専攻教授。元代々木ゼミナール古文科講師。

## 人物
1979年より代々木ゼミナールで古文講師を勤めた。授業の合間に受験生を励ます替え歌を歌ったり、様々なエピソード、雑談を交えたスタイルから「お祭り講師」と呼ばれた。「わくわく動物ランド」「上海紅鯨団が行く」などのバラエティ番組でレギュラー出演をする。わくわく動物ランドに解答者としてオファーを受けた時には、当時「クイズダービー」のレギュラー解答者で学習院大学教授の篠沢秀夫に相談し、そこで数々のアドバイスと励ましを受けて、出演することを決めたという。
著書の「222（スリーツーと発音する）シリーズ」はロングセラーとなっている。他のベテラン講師が代々木ゼミナールから移籍するのと対照的に、予備校講師としては代々木ゼミナールから離れることはなかった。
代々木ゼミナールが一斉に校舎を閉鎖した時期に引退。現在はかねてから講師を勤めていた大学での教鞭を中心に活動している。

## 経歴
- 1949年3月3日：群馬県甘楽郡南牧村（現下仁田町）にて誕生
- 1967年3月：群馬県立富岡高等学校卒業
- 1年間代々木ゼミナールで浪人
- 1968年4月：東京教育大学文学部文学科国語学国文学専攻入学
- 1973年3月：東京教育大学同学部同学科同専攻卒業
- 1973年4月：東京教育大学同学部専攻科入学
- 1974年3月：東京教育大学同学部同科修了
- 1974年4月：東京教育大学大学院文学研究科修士課程日本語専攻入学
- 1977年3月：同大学院同研究科同課程同専攻修了[1]
- 1977年4月：東京教育大学大学院文学研究科博士課程言語学専攻入学
- 1979年3月：同大学院同研究科同課程同専攻単位取得満期退学
- 1979年4月 - 1983年3月：跡見学園女子大学短期大学部専任講師
- 1983年4月 - 1988年3月：跡見学園女子大学短期大学部助教授
- 1989年4月 - ： 跡見学園女子大学短期大学部教授
- 1974年4月 - 1977年3月：東京成徳大学附属高等学校非常勤講師
- 1976年4月 - 1978年3月：東京芸術大学音楽学部附属音楽高等学校非常勤講師
- 1977年4月 - 1979年3月：東京教育大学附属中学校非常勤講師
- 1977年4月 - 1979年3月：巣鴨高等学校非常勤講師
- 1979年4月 - 1990年3月：青山学院女子短期大学非常勤講師
- 1982年4月 - 1983年3月：東洋大学文学部非常勤講師
- 1989年4月 - 2000年3月：学習院女子短期大学非常勤講師
- 1979年頃：代々木ゼミナール講師

### その他
- 1981年 - 1991年：NHKラジオ講座講師
- 1983年 - 1984年：筑波大学国語国文学会理事
- 1983年10月15日 - 1984年3月31日：ニッポン放送「学園バラエティ パンツの穴」講師役としてレギュラー出演[2]
- 土屋先生のおもしろゼミナール（民放AM各局）[2]
- 電リクワイド ザ・テレジオ（文化放送）[2]
- 1994年：NHKテレビ講座講師
- 1995年：NHKテレビ古典ボックス出演
- ラジオたんぱの高校講座でも長年講師を務めた。
- 2006年：映画「東京大学物語」内にて主人公の通う高校の古文教師として授業シーンに出演

## 著作

### 学習参考書
- 『土屋の〈古文〉（ナンセンス編）』（大和書房、1985年）
- 『土屋の〈古文〉（ユーモア編）』（大和書房、1986年）
- 『土屋の〈古文〉（ハイグレード編）』（大和書房、1989年）
- 『土屋の古文ポイント解釈法』（大和書房、1991年）
- 『土屋の古文講義1 基礎篇』（代々木ライブラリー、1986年）
- 『土屋の古文講義2 練成篇』（代々木ライブラリー、1987年）
- 『土屋の古文講義3 応用篇』（代々木ライブラリー、1988年）
- 『土屋の古文公式222』（代々木ライブラリー、1981年）
- 『土屋の古文単語222』（代々木ライブラリー、1985年）
- 『土屋の古文常識222』（代々木ライブラリー、1988年）
- 『土屋の古文文法88』（代々木ライブラリー、1990年）
- 『土屋の基礎古文問題演習（Part.1）（Part.2）Yozemi TV‐net』（代々木ライブラリー、1998年）
- 『土屋式古文なるほど上達法』（ライオン社、1989年）
- 『土屋の古文100』（ライオン社、1991年）
- 『土屋の古文単語トリオ』（ライオン社、1996年）
- 『土屋の試験に出る文学史』（ライオン社、1998年）
- 『シグマベストCD講義 代ゼミ土屋の古文特講（基礎編）』（文英堂、1991年）
- 『シグマベストCD講義 代ゼミ土屋の古文特講（応用編）』（文英堂、1991年）
- 『CD付 代ゼミ土屋の古文特講』（文英堂、1998年）
- 『古文読解の技術100（上）』（桐原書店、1992年）
- 『古文読解の技術100（下）』（桐原書店、1993年）
- 『古文読解の新技術』（桐原書店、1997年）
- 『古文読解の基礎技術』（桐原書店、1997年）
- （共著）『新古典文法』（大修館書店、1992年）
- 『土屋の〈超頻出〉総合古文演習』（三省堂、1997年）
- 『MD古文』（朝日出版社、1998年）
- 『土屋のセンター攻略古文』（東京書籍、1999年）
- （福田清盛・宮下典男）『土屋・宮下・福田のセンター国語アクセス12』（愛育社、2000年）

### 受験生向けエッセイ集
- 『受験ごくらく・妙薬100錠』（ユーゴー/シュバル社、1983年） [1]
- 『土屋の「めざせ合格」』（大和書房、1988年） - [1]をベースに『週刊朝日』連載のエッセイを加えた増補版

### 辞書
- 『全訳古語例解辞典』（小学館、1987年）編集委員
- 『小学館 全文全訳古語辞典』（小学館、2003年）編集委員

### 一般書
- 『奥の細道が面白いほどわかる本』（中経出版、2003年）
- 『カリスマ先生の古文』（PHP研究所、2005年）

### 学術書
- 『玉霰窓の小篠（上）（下）』（勉誠社、1978年） 解説執筆
- （北原保雄 共編）『大蔵虎明本狂言集総索引 6（出家座頭類）』（武蔵野書院、1984年）
- （北原保雄 共編）『大蔵虎明本狂言集総索引 8（万集類）』（武蔵野書院、1985年）
- （共著）『日本の古典』（大修館書店、1986年）
- （佐佐木隆 共編）『中古・中世説話文学選』（桜楓社、1989年）